# 浅沼伊織
浅沼 伊織（あさぬま いおり、1990年 - ）は、日本の編集者・商品検証ジャーナリスト。「MONOQLO」/「家電批評」編集長を経て、株式会社マイベストCCO（チーフコンテンツオフィサー）を務めている。

## 人物・来歴
2012年晋遊舎に入社。2019年に商品テスト雑誌「MONOQLO」編集長、2020年には「家電批評」編集長を務めた。2021年に商品比較サービスであるマイベストへ入社し、コンテンツ部部長を経て、新規に創設されたクオリティーコントロール部部長CCOに就任した。
晋遊舎時代には、ライザップを覆面調査して20kgほど痩せながら制作したり、iPhoneに鉄球を落下させて耐久性を比較したりと、日用品から家電、金融・サービスまで、コスメ以外はほぼすべての商材の記事を編集・執筆していた。その後マイベストでは、各商品の検証評価基準など掲載コンテンツの品質責任者を務めている。
また商品検証ジャーナリストとしても、メディアに度々出演し様々な商品を紹介しており、2023年4月からはJ-WAVE「～JK RADIO～ TOKYO UNITED」内のコーナー番組でグッズハンターとして毎月出演している。